# Gustav Heinemann
Gustav Walter Heinemann (Schwelm, Renania del Norte-Westfalia, 23 de julio de 1899 - Essen, 7 de julio de 1976) fue un político alemán. Fue ministro del Interior desde 1949 hasta 1950, ministro de Justicia desde 1966 hasta 1969 y Presidente Federal de la Alemania Occidental del 1 de julio de 1969 al 30 de junio de 1974. Fue conocido por simpatizar con las protestas estudiantiles de 1968.

## Biografía
Nació el 23 de julio de 1899 como hijo de un director de un seguro médico. Desde su juventud se sintió movido por preservar y promover las tradiciones liberales y democráticas de las revoluciones de 1848, mostrándose contrario a cualquier tipo de opresión. Esta actitud le ayudó a mantener su independencia intelectual, incluso de cara a la mayoría de partidos políticos y la Iglesia luterana. Durante la República de Weimar Heinemann estuvo vinculado con círculos políticos protestantes. En 1920 asistió a un discurso del entonces poco conocido Adolf Hitler, pero abandonó la sala poco después de interrumpirle cuando éste comenzó una diatriba contra los judíos.
Al finalizar la II Guerra Mundial participó en la fundación de la Unión Demócrata Cristiana de Alemania (CDU) en la ciudad de Essen y fue elegido alcalde de Essen, cargo que desempeñó de 1946 a 1949. Gustav Heinemann fue designado ministro del Interior en el primer gabinete de Konrad Adenauer, tras la creación de la República Federal de Alemania.
En 1950 abandonó el Gobierno para protestar contra una oferta de Konrad Adenauer a las potencias occidentales que suponía el rearme de Alemania. En 1952 abandonó la CDU para fundar el Partido Popular Panalemán (GVP) junto con Helene Wessel y otros miembros de la CDU y del Partido Centrista Alemán. Finalmente, Gustav Heinemann entró, en 1957, en el Partido Socialdemócrata Alemán, junto a otros miembros del GVP. Durante el período de la gran coalición (1966-1969) ocupó el cargo de ministro de Justicia en el Gobierno federal.
En 1969 se convirtió en el primer presidente socialdemócrata de la República Federal de Alemania, cargo que ocupó hasta 1974 al expirar su mandato.
Murió el 7 de julio de 1976 en Essen.

## Familia
Su hija, Uta Ranke-Heinemann, ha sido realmente excepcional por varias razones: fue la primera chica que tuvo como alumna el instituto 'Burggymnasium' de Essen, en el que terminó su bachiller con ‘matrícula’, cosa que no había ocurrido en 30 años; fue la primera mujer en obtener un doctorado en Teología Católica, en la Universidad de Múnich en 1954; y fue también la primera mujer en obtener una cátedra en la Universidad de Essen: la cátedra de Nuevo Testamento e Historia de la Iglesia Antigua. Además ha sido (y es hoy todavía, en 2009) mundialmente famosa por algunas de sus obras publicadas, como "Eunucos por el reino de los cielos" y "No y amén".